# Rimlos
Rimlos ist ein Stadtteil der Kreisstadt Lauterbach im mittelhessischen Vogelsbergkreis. Der Ort liegt in Oberhessen. Durch Rimlos verläuft die Bahnstrecke Gießen–Fulda; am Ortsrand verlaufen die Bundesstraße 254 und die Landesstraße 3161.

## Ortsgeschichte

### Mittelalter
Erstmals urkundlich erwähnt wird der Ort „Rimboldes“ im Jahre 1273. Ein zweiter Beleg der Ersterwähnung von 1273 findet sich in einem Kopiar von 1702: „Reinboldes“. 1353 heißt es: „zum Rymboldis“. 1453 wird ein „Henrich Reymboldis“ genannt.
Eine weitere Urkunde nennt 1485 „Rymolts“. Schließlich wird „Reimles“ 1573 erwähnt. Allerdings ist diese Datierung unsicher. Der Ortsname wird in der Namenskunde von dem Rufnamen Rimbold abgeleitet und steht in genitivischer Form.

### Neuzeit
1806 kam Rimlos an das Großherzogtum Hessen und gehörte bis nach dem Zweiten Weltkrieg zur Gemeinde Heblos.
Die Statistisch-topographisch-historische Beschreibung des Großherzogthums Hessen berichtet 1830 über Rimlos:

„Rimlos (L. Bez. Lauterbach) evangel. Filialdorf; liegt im Vogelsberg 1⁄4 St. von Lauterbach, und gehört dem Freiherrn von Riedesel. Es hat 9 Häuser und 69 evangelische Einwohner, so wie eine Mahlmühle.“

Am 31. Dezember 1971 wurde Rimlos im Zuge der Gebietsreform in Hessen auf freiwilliger Basis in die Kreisstadt Lauterbach eingegliedert. Für Rimlos wurde, wie für die übrigen durch die Gebietsreform nach Lauterbach eingegliederten Gemeinden, ein Ortsbezirk mit Ortsbeirat und Ortsvorsteher eingerichtet.

### Verwaltungsgeschichte im Überblick
Die folgende Liste zeigt die Staaten und Verwaltungseinheiten, denen Rimlos angehört(e):
- vor 1806: Heiliges Römisches Reich, Zent Lauterbach der Riedesel Freiherr zu Eisenbach (Oberherrschaft Hessen, ab 1648 Landgrafschaft Hessen-Darmstadt, Oberamt Alsfeld)
- ab 1806: Großherzogtum Hessen,[Anm. 2] Fürstentum Oberhessen, Oberamt Alsfeld, Zent Lauterbach (zur Herrschaft Riedesel)
- ab 1815: Großherzogtum Hessen, Provinz Oberhessen, Amt Lauterbach (zur Herrschaft Riedesel)
- ab 1821: Großherzogtum Hessen, Provinz Oberhessen, Landratsbezirk Herbstein[Anm. 3]
- ab 1825: Großherzogtum Hessen, Provinz Oberhessen, Umbenennung in Landratsbezirk Lauterbach
- ab 1848: Großherzogtum Hessen, Regierungsbezirk Alsfeld
- ab 1852: Großherzogtum Hessen, Provinz Oberhessen, Kreis Lauterbach
- ab 1867: Norddeutscher Bund,[Anm. 4] Großherzogtum Hessen, Provinz Oberhessen, Kreis Lauterbach
- ab 1871: Deutsches Reich, Großherzogtum Hessen, Provinz Oberhessen, Kreis Lauterbach
- ab 1918: Deutsches Reich (Weimarer Republik), Volksstaat Hessen, Provinz Oberhessen, Kreis Lauterbach
- ab 1938: Deutsches Reich, Volksstaat Hessen, Landkreis Lauterbach[15][Anm. 5]
- ab 1945: Amerikanische Besatzungszone,[Anm. 6] Groß-Hessen, Regierungsbezirk Darmstadt, Landkreis Lauterbach
- ab 1946: Amerikanische Besatzungszone, Hessen, Regierungsbezirk Darmstadt, Landkreis Lauterbach
- ab 1949: Bundesrepublik Deutschland, Hessen, Regierungsbezirk Darmstadt, Landkreis Lauterbach
- ab 1972: Bundesrepublik Deutschland, Hessen, Regierungsbezirk Darmstadt, Vogelsbergkreis, Stadt Lauterbach
- ab 1981: Bundesrepublik Deutschland, Hessen, Regierungsbezirk Gießen, Vogelsbergkreis, Stadt Lauterbach

## Bevölkerung

### Einwohnerstruktur 2011
Nach den Erhebungen des Zensus 2011 lebten am Stichtag dem 9. Mai 2011 in Rimlos 225 Einwohner. Darunter waren 9 (4,0 %) Ausländer. Nach dem Lebensalter waren 36 Einwohner unter 18 Jahren, 90 zwischen 18 und 49, 54 zwischen 50 und 64 und 48 Einwohner waren älter. Die Einwohner lebten in 93 Haushalten. Davon waren 18 Singlehaushalte, 36 Paare ohne Kinder und 30 Paare mit Kindern, sowie keine Alleinerziehende und keine Wohngemeinschaften. In 21 Haushalten lebten ausschließlich Senioren und in 57 Haushaltungen lebten keine Senioren.

### Einwohnerentwicklung
1854 hatte das Dorf 71 Einwohner, 1933 waren es 61 und heute sind es rund 200.
| • 1795: | 58 Einwohner           |
| • 1800: | 58 Einwohner           |
| • 1806: | 81 Einwohner, 8 Häuser |
| • 1829: | 69 Einwohner, 9 Häuser |
| • 1867: | 46 Einwohner, 9 Häuser |

| Maar: Einwohnerzahlen von 1785 bis 2015 | Maar: Einwohnerzahlen von 1785 bis 2015 | Maar: Einwohnerzahlen von 1785 bis 2015 | Maar: Einwohnerzahlen von 1785 bis 2015 | Maar: Einwohnerzahlen von 1785 bis 2015 |
| --- | --------------------------------------- | --------------------------------------- | --------------------------------------- | --------------------------------------- |
| Jahr |                                         |                                         |                                         | Einwohner                               |
| 1785 | 1785                                    |                                         | 58                                      | 58                                      |
| 1800 | 1800                                    |                                         | 58                                      | 58                                      |
| 1806 | 1806                                    |                                         | 81                                      | 81                                      |
| 1829 | 1829                                    |                                         | 69                                      | 69                                      |
| 1834 | 1834                                    |                                         | 73                                      | 73                                      |
| 1840 | 1840                                    |                                         | 72                                      | 72                                      |
| 1846 | 1846                                    |                                         | 70                                      | 70                                      |
| 1852 | 1852                                    |                                         | 71                                      | 71                                      |
| 1858 | 1858                                    |                                         | 50                                      | 50                                      |
| 1864 | 1864                                    |                                         | 50                                      | 50                                      |
| 1871 | 1871                                    |                                         | 65                                      | 65                                      |
| 1875 | 1875                                    |                                         | 52                                      | 52                                      |
| 1885 | 1885                                    |                                         | 59                                      | 59                                      |
| 1895 | 1895                                    |                                         | 55                                      | 55                                      |
| 1905 | 1905                                    |                                         | 55                                      | 55                                      |
| 1910 | 1910                                    |                                         | 57                                      | 57                                      |
| 1925 | 1925                                    |                                         | 65                                      | 65                                      |
| 1939 | 1939                                    |                                         | 53                                      | 53                                      |
| 1946 | 1946                                    |                                         | 90                                      | 90                                      |
| 1950 | 1950                                    |                                         | 115                                     | 115                                     |
| 1956 | 1956                                    |                                         | 136                                     | 136                                     |
| 1961 | 1961                                    |                                         | 144                                     | 144                                     |
| 1967 | 1967                                    |                                         | 187                                     | 187                                     |
| 1970 | 1970                                    |                                         | 195                                     | 195                                     |
| 1980 | 1980                                    |                                         | ?                                       | ?                                       |
| 1990 | 1990                                    |                                         | ?                                       | ?                                       |
| 2003 | 2003                                    |                                         | 287                                     | 287                                     |
| 2005 | 2005                                    |                                         | 250                                     | 250                                     |
| 2010 | 2010                                    |                                         | 239                                     | 239                                     |
| 2011 | 2011                                    |                                         | 225                                     | 225                                     |
| 2015 | 2015                                    |                                         | 219                                     | 219                                     |
| Datenquelle: Historisches Gemeindeverzeichnis für Hessen: Die Bevölkerung der Gemeinden 1834 bis 1967. Wiesbaden: Hessisches Statistisches Landesamt, 1968. Weitere Quellen: ; Zensus 2011 |                                         |                                         |                                         |                                         |

### Historische Religionszugehörigkeit
| • 1829: | 69 evangelische (= 100 %) Einwohner                               |
| • 1961: | 81 evangelische (= 56,25 %), 63 katholische (= 43,75 %) Einwohner |

## Politik
Ortsvorsteher ist Kurt Wiegel (Stand: Juni 2022).